# Distrito de Mehedinți
Mehedinți es un distrito (județ) de Rumania. Su capital es Drobeta-Turnu Severin.

## Fronteras
Limita con:
- Bulgaria al sur.
- Serbia al suroeste.
- Distrito de Caraș-Severin al noroeste.
- Distrito de Gorj al noreste.
- Distrito de Dolj al sureste.

## Demografía
En 2002, tenía una población de 306.732 habitantes y una densidad de población de 62 hab/km²
- Rumanos: sobre el 96%
- Gitanos: 3%
- Serbios: casi el 1%

## Economía
En el distrito el sector energético está altamente desarrollado, habiendo en el Danubio dos grandes plantas de energía hidroeléctrica.
Las industrias predominantes del distrito son:
- Industria química.
- Industria alimenticia y de bebida.
- Industria textil.
- Industria de componentes mecánicos.
- Industria de equipamiento para barcos y ferrocarril.
- Industria maderera y papelera.

En el norte se extrae carbón y cobre.
En el sur la economía se basa en la agricultura

## Divisiones administrativas
El distrito tiene 2 ciudad con estatus de municipiu, 3 ciudades con estatus de oraș y 61 comunas.

### Ciudad con estatus demunicipiu
- Drobeta-Turnu Severin
- Orșova

### Ciudades con estatus deoraș
- Strehaia
- Vânju Mare
- Baia de Aramă

### Comunas
- Bâcleş
- Bala
- Bălăcița
- Balta
- Bâlvăneşti
- Braniştea
- Breznița-Motru
- Breznița-Ocol
- Broșteni
- Burila Mare
- Butoiești
- Căzănești
- Cireșu
- Corcova
- Corlățel
- Cujmir
- Dârvari
- Devesel
- Dubova
- Dumbrava
- Eşelnița
- Florești
- Gârla Mare
- Godeanu
- Gogoșu
- Greci
- Grozești
- Gruia
- Hinova
- Husnicioara
- Ilovăț
- Ilovița
- Isverna
- Izvoru Bârzii
- Jiana
- Livezile
- Malovăț
- Obârșia de Câmp
- Obârșia-Cloșani
- Oprișor
- Pădina Mare
- Pătulele
- Podeni
- Ponoarele
- Poroina Mare
- Pristol
- Prunișor
- Punghina
- Rogova
- Salcia
- Șimian
- Șișești
- Șovarna
- Stângăceaua
- Svinița
- Tâmna
- Vânători
- Vânjuleț
- Vlădaia
- Voloiac
- Vrata